# バブル (湘南乃風の曲)
「バブル」は、湘南乃風の15枚目のシングル。2015年3月4日にトイズファクトリーから発売された。

## 概要
- 前作から約7ヶ月振りとなるシングルであり、湘南乃風としては初のトリプルタイアップシングルでもある。
- 「バブル」のMVには、バーレスク東京のダンサーや、『龍が如く』の総合監督である名越稔洋が出演している。
- 初回限定盤には、2014年12月28日に行われた『風nation2014〜男気ハンパねぇ!!不良少年パワースポット〜』のさいたまスーパーアリーナ公演でのライブ音源を収録したライブCDを付属。

## 収録曲

### CD
1. バブル
（作詞・作曲・編曲：湘南乃風）
  - PlayStation 4/PlayStation 3用ゲームソフト「龍が如く0 誓いの場所」テーマソング
  - テレビ朝日系「musicるTV」3月度オープニングテーマ
  - 九州朝日放送「ドォーモ」3月度エンディングテーマ
2. ロード
（作詞：湘南乃風 / 作曲：湘南乃風、松田岳二 / 編曲：松田岳二、湘南乃風、CHIKA）
  - NHK土曜ドラマ「限界集落株式会社」主題歌
3. BIG UP（remastered）
（作詞：湘南乃風 / 作曲：湘南乃風、Amin03 / 編曲：Amin03、湘南乃風）
  - 映画「神様はバリにいる」主題歌。
4. バブル -instrumental-
5. ロード -instrumental-
6. BIG UP -instrumental-

### LIVE CD
- 風nation2014〜男気ハンパねぇ!!不良少年パワースポット〜

1. 黄金魂
2. Born to be WILD
3. 純恋歌
4. パズル
5. 爆音男〜BOMBERMAN〜
6. 恋時雨

| スタブアイコン | サブスタブ | この項目は、まだ閲覧者の調べものの参照としては役立たない、シングルに関連した書きかけの項目です。この項目を加筆・訂正などしてくださる協力者を求めています（P:音楽/PJ:楽曲）。 |